# Tetraponera zavattarii
Tetraponera zavattarii is een mierensoort uit de onderfamilie van de Pseudomyrmecinae. De wetenschappelijke naam van de soort is voor het eerst geldig gepubliceerd in 1939 door Menozzi.